# Oleg
Oleg je moško osebno ime.

## Izvor imena
Podobno kot žensko ime Olga je iz staroskandinavskega imena Helga sprejeto tudi rusko moško ime Oleg.

## Pogostost imena
Po podatkih Statističnega urada Republike Slovenije je bilo na dan 31. decembra 2007 v Sloveniji 20 oseb z imenom Oleg.

## Znane osebe
- Oleg Antonov, ruski letalski konstruktor
- Oleg Blohin, ukrajinski nogometaš